# 久保田武蔵
久保田 武蔵（くぼた むさし、男性、1982年2月9日 - ）は、こども体操家・俳優・タレント。総合格闘家・マフィア・実業家。第10号館山ふるさと大使（「館山エンタメ大使」）を務めた。司会、モデル、ものまね師、リングアナウンサー、講師としても活動。

## 来歴
中学・高校時代、ボクシングを学んでいたが、視力の低下や膝の故障によりプロボクサーになることを諦め、総合格闘家と俳優の世界を目指す。TOEFLのPBT500点で、米国大学日本校（テンプル大学ジャパンキャンパス）に進学し、レスリングを学ぶ。その後総合格闘技世界4冠王者になったとしていたが、撤回した。
俳優としては『下妻物語』、『バトル・ロワイアルII 鎮魂歌』、『17才』（木下ほうか監督）、『仮面ライダーアギト』スペシャル、『GTO』などに出演、稽古熱心で「とにかく勘が良い」と周りから評されていた。
2007年からこどもチャレンジの運動のお兄さんを務めていた。これに先立ってマフィアを脱退したとしていた。「笑って鍛える体操プログラム」として「634エンタメ体操」を考案し、全国に生徒数15万人、月500クラスを実施したと語っている。2008年から2012年まで館山市の若潮マラソンのゲストランナーを務める。2011年1月29日、館山市から「館山エンタメ大使」として委嘱を受ける。2012年には館山市の予算により、館山市のキャラクターであるダッペエやモデルでMCの大東萌とともに、館山市内の各幼稚園、保育園を回って体操を教えた。2006年から2008年に掛けては、ベネッセコーポレーションの『こどもちゃれんじぽっぷ』にて、「ジャングル・グルル」「むさし」名義でレギュラー出演。
2008年9月には埼玉県越谷市にて、格闘技関係者を中心に200名以上を集めたとする結構披露宴を自らの司会で主宰している。久保田は自ら個人事務所「株式会社MUSASHI」の代表取締役も務めており、実業家として子供向け事業を中心とする商業活動も行っていた。

## 格闘技に関する経歴詐称疑惑

### 引退試合（2012年）で疑惑発生
2012年11月、館山市の後援で元K-1ファイターのサム・グレコと2012年12月27日に引退試合をすることが発表された。それを契機に、陰ながら総合格闘技の殿堂入り世界4冠王者と名乗っていた本人が日の目を浴びることになった。
本人によると、AAC2004（2004年夏、シアトル、1R 時間不明 KO）、AACTheFinal（2007年9月30日、グアム、1R 0分15秒）、AFO09・COCMMA（2009年2月28日、フィラデルフィア、1R 0分07秒 KO）の総合格闘技世界4冠王者で61戦55勝0敗1引き分け5無効試合の戦歴で、2011年9月に日本人初の総合格闘技米国殿堂入り（MMA Hall Of Fame）とのことであった。
殿堂入り総合格闘技世界4冠王者であることを裏付ける証拠が見当たらないことを質問された際、所属団体が消滅したので記録が消されてしまったと大東萌は説明した。グレコ戦はその試合8日前に中止になった。

### 経歴詐称疑惑により館山市の大使を解任
久保田に「館山ふるさと大使（館山エンタメ大使）」を嘱託していた館山市は、彼に対し経歴詐称疑惑を晴らす具体的な証拠を求めたが、詳細不明な物しか提出されなかったと『探偵ファイル』が報じた。館山市はグレコ戦の後援もしていた。
また、久保田がアメリカでの世界戦の会場であるとしてブログに掲載した写真が、実際はアメリカではなく千葉県成田市に存在する成田ビューホテルであると、これも『探偵ファイル』が報じた。
久保田はふるさと大使辞任を申し出、館山市は久保田を解任した。

### 日本凱旋試合（2009年）での実力
2009年9月6日にプロレス団体格闘探偵団バトラーツの興行で元ルンピニー・スタジアム王者でK-1 PREMIUM 2004 Dynamite!!で宇野薫と総合格闘技での対戦経験のあるチャンデー・ソーパランタレーを相手に日本で初めて総合格闘技の試合を行った。この試合に関してチャンデー選手の関係者から台本があったことが暴露されたり、久保田がチャンデー選手に対し、試合をした経験がないと言いつつ対戦の交渉していたことが暴露された。またこの試合映像を見た元パンクラスミドル級王者の藤井陸平や元DEEPフェザー級王者松本晃市郎、K-1に出場経験のある初代RISE70kg級王者、REBELS.70kg王者日菜太をはじめとした多数の総合格闘家、キックボクサーから、その実力に疑問が呈されている。またこの試合の直前には、出場予定であった2009年8月23日のタイタンファイトの大会を怪我という理由で欠場している。
経歴詐称疑惑に関し2012年末から2013年9月まで沈黙を貫いてきたが、2013年09月14日、「盛ってしまった話で、経歴詐称と受け取られても仕方ない」と実質的に経歴詐称を認めた。マフィアが運営した「力自慢コンテストレベルの小さなイベント」で優勝しただけであり、正式な記録ではなかったことを認めた。

## その後
一連の騒動後、久保田は引退試合を行わないまま格闘家としての活動を停止。フェイスブックを除く殆どの公式ブログ・SNSを閉鎖し、騒動以前から開設していたYoutubeチャンネルも放置状態となったが、タレントとしてはその後も散発的に活動している事が確認されている。
皮革製品ブランド「Mr.REDMOON」の創業者である後藤惠一郎によると、久保田は2014年3月時点でかつての共演者であった大東萌と再婚していたという。
2016年3月にはFit's go社が主催するダイエットプログラム「KEIZOKUダイエット」にタレントとして参加。
2018年10月、久保田は「634」名義でYoutubeチャンネル「製作委員会634の釣りバラ」を開設し、釣り人YouTuberとして活動を始めた。
久我未来ら過去の映画共演者らとは2020年現在も交流が継続しており、久我によると久保田は2020年2月にクルーズ船をチャーターして船上結婚披露宴を開催、この時点で第一子が誕生していたことも公表された。サム・グレコが2019年11月に来日した際、久保田が家族を連れて再会に訪れたことも、グレコがInstagramに投稿した写真から判明している。

## 出演

### テレビ

#### ドラマ
- GTO（1998年、関西テレビ）
- 仮面ライダーアギトスペシャル 新たなる変身（2001年、ADK/テレビ朝日）

### 映画
- EKOEKO AZARAK エコエコアザラク（2001年）
- いきすだま〜生霊〜（2001年） - 安夫 役
- 17才（2003年、木下ほうか監督）
- バトル・ロワイアルII 鎮魂歌（2003年） - 向井渉 役
- 下妻物語（2004年）

### CM
- 吉野家（2006年）